# Ajzik Tirna
Ajzik Tirna (Eisik Tirnau / Nagyszombati Izsák / מטירנא אייזיק/יצחק) zsidó rabbi, aki a 14. század végén és a 15. század elején élt és tevékenykedett. A Széfer ha-Minhagim (Szokások könyve) című munkájáról vált híressé.

## Élete
Kevés információ maradt fenn az életéről. Valószínűleg Ausztriában vagy Németországban született a 14. században, 1380-85 körül, majd később feltehetőleg egy Tyrnau nevű városban élt, és innen kapta nevét. Tyrnau beazonosítása vitatott a szakirodalomban, hagyományosan úgy gondolják, hogy a mai Trnavára utal (ma: Szlovákia, magyarul: Nagyszombat), de egyes kutatók ezt cáfolják. Tanárai Bécsben Abraham Klausner (?–1407/8), Bécsújhelyen Salom mi-Neustadt (1350–1413) és Kremsben Aron Blümlein (?–1421) voltak. Különböző alsó-ausztriai, felvidéki és morvaországi községekben szolgált rabbiként. Jacob Mölin talmudistával (MaHaRiL), akivel egyes források szerint együtt is tanult, 1420-ban válással kapcsolatos kérdésekről levelezett, a levelezés fennmaradt. Halálának időpontja sem bizonyos, valószínűleg 1450 körül halt meg. Ajzik Tirnát a zsidó hagyomány, valamint a történettudomány is az első olyan magyarországi rabbiként tartja számon, akinek írott-irodalmi tevékenységét megismerhette az utókor.

## Munkássága
Ajzik Tirna Széfer ha-Minhagim című műve nagy jelentőséggel bírt az osztrák, lengyel és a magyar zsidó közösségek számára. Tanára, Klausner munkássága, gyüjteménye ennek a műnek az előfutára volt. Tirna az előszóban leírja, hogy a könyv megírásának célja egy közös „minhag”, azaz szokásrendszer teremtése az askenázi zsidóságban. Rögzíti a különböző zsidó közösségek hagyományait, szokásait, szertartásait, valamint az imarendet. A könyv az askenázi zsidó szokások gyűjteménye a zsinagógai évet követve. Az első olyan munka, amely a Jahrzeit (halottakról való megemlékezés évfordulója) kérdéskörével foglalkozik.
A 14. század közepén pusztító nagy pestis járvány miatt több területről kiűzték a zsidókat, aminek következtében nagy számban tűntek el zsidó közösségek, és a zsidó tudósok száma is nagyon lecsökkent. Tirna emiatt érezte szükségét annak, hogy a szokások és hagyományok rögzítve legyenek, és így fennmaradjanak. A mű sokáig kéziratban terjedt, először 1566-ban, Velencében lett kiadva. Ezt követően rendszeresen nyomtatták, és gyakran imakönyvek mellett függelékként jelent meg. 1589-ben Simon ben Jehuda Levi Günzburg jiddis adaptációban is kiadta (Velence), gazdagon illusztrálva. Ezt a változatot is gyakran nyomtatták, és az illusztrációkat is sokat használták, használják a mai napig.

## Alakjához kapcsolódó legenda
Létezik egy legenda Ajzik Tirnáról és a lányáról. A történet szerint Rabbi Tirna a nagyszombati jesivának volt a feje, és volt egy gyönyörű lánya, Hanna. Hannába beleszeretett egy özvegy királynőnek/hercegnőnek a fia, aki szintén gyönyörű volt. A rabbi nem engedte, hogy a herceg elvegye a lányát, mondván, csak zsidóhoz adja hozzá, és ahhoz is csak akkor, ha méltó rá. A fiú ezek után elutazott, és mivel nyoma veszett az út során, mindenki hallottnak gondolta. Néhány év múlva egy ifjú jelent meg a rabbinál, aki egy távoli országból érkezett, ahol talmid hakham (bölcs diák) lett. A fiú hamar elnyerte a rabbi és a lány tetszését egyaránt. Felfedte a rabbinak kilétét, és a rabbi hozzáadta a lányát. A szép párnak hamarosan híre ment, ami még a királynőhöz is eljutott, aki szintén elment az esküvőre. A királynő ugyan nem, de a dajkája felismerte a fiút egy anyajegyről. Vallása és családja elhagyásáért börtönbe vetették az ifjú legényt. Ha visszatért volna a keresztény vallásra és megbánta volna a bűneit, akkor megbocsátottak volna neki. Ő azonban megtagadta ezt, ezért máglyára vetették. A királynő bosszút esküdött a zsidók ellen, azonban a fia megjelent álmában kegyelmet kérvén a zsidókra. Az anyja így megkegyelmezett a többi zsidónak, de nem bírt több zsidót látni, így inkább kiűzte őket Nagyszombatból.
Bár történelmi hitelessége nem igazán van, ez a legenda jelentős szerepet játszott az askenáz, és különösen a magyar zsidóság körében. Több feldolgozása és változata is elterjedt: jiddisül, németül, judeo-arabul, ladinóul, héberül, angolul is megjelent.

## Primér forrás
Szefer haMinhagim:  https://web.archive.org/web/20150924114018/http://www.teachittome.com/seforim2/seforim/sefer_minhagim.pdf

## Szakirodalom
Ashkenazi, Shmuel, „Isaac Tyrnau”, in: Encyclopaedia Judaica, vol. 15 (Jerusalem: Keter, 1972), col. 1491.
Komoróczy Szonja Ráhel, „R. Ajzik Tirna alakja és a zsidók kiűzetése Nagyszombatból a jiddis legendák világában”, in: Bács Tamás, Dezső Tamás, Niederreiter Zoltán (ed.): 100 év után: Emlékkonferencia a Keleti Népek Ókori Története Tanszék alapításának 100. évfordulóján (Eötvös Kiadó: Budapest 2011.) (Antiqua et Orientalia 1), pp. 205-216.
Patai, Rafael, The Jews of Hungary: History, Culture, Psychology (Detroit: Wayne State University Press, 1996), pp. 108-110.
Spitzer, Shlomo J., Komoróczy Géza, Héber kútforrások Magyarország és a magyarországi zsidóság történetéhez a kezdetektől 1686-ig (Budapest: MTA Judaisztikai Kutatócsoport – Osiris Kiadó, 2003), pp. 195–199, 881–884.
„Isaac Tyrnau”, in Jewish Enyclopedia (The Kopelman Foundation) (http://www.jewishencyclopedia.com/articles/8224-isaac-tyrnau 2014/05/11)
„Minhagim”, in Virtual Judaica (https://web.archive.org/web/20150402113420/http://www.virtualjudaica.com/Item/24980/Minhagim 2014/05/11)